# Famille du Châtel (Rouen)
La famille du Châtel est une importante famille rouennaise des XIIIe siècle et XIVe siècle.

## Historique
Le négoce est à l'origine de la richesse de la famille qui grandit tout au long du XIIe siècle. Les du Châtel sont apparentés à la famille Le Gros et à la vicomtesse Emma.
Le premier membre de la famille connu à accéder à la mairie de Rouen est Robert en 1181. La famille le sera 16 fois au cours du XIIIe siècle et encore souvent au XIVe siècle.
Thibaut du Châtel apparaît avec Nicaise d'Orbec comme fournisseurs attitrés de la cour d'Henri III.
Après avoir été affermée à Philippe du Val-Richer et un associé en 1317, la Vicomté de l'Eau de Rouen (ferme royale) l'est à Robert du Châtel et à ses associés.

## Possessions
La famille est localisée dans la paroisse Notre-Dame-de-la-Ronde et semble posséder des biens surtout dans le centre de la ville de Rouen.
En 1212, Guy achète un tènement rue Courvoiserie dans la paroisse Saint-Herblanc à Sylvestre d'Orgueil pour 7 livres. Agrandi, il deviendra le « manoir des Castiaux ». La ville l'achète en 1352 pour devenir son hôtel-de-ville.
En mars 1231, Robert du Châtel achète pour 1 000 livres tournois à Laurent du Donjon un tènement de pierre et de bois appelé « Le Donjon » avec tours et jardins, un vivier et des appartements. La famille en fera don en 1248 pour abriter les frères mineurs.

## Membres notables
- Gautier du Châtel, maître de navire, organise un voyage à Jérusalem avec Guillaume Groignet et ses associés. Il épouse Emma, la fille de la vicomtesse Emma. Son fils Gilbert paraît être devenu moine de la Trinité de Rouen.
- Robert du Châtel, présent lors de la capitulation de Rouen en 1204, deviendra maire de Rouen en 1220-21 et 1228-29.
- Jacques du Châtel / Duchastel, maire de Rouen en 1365
- Jacqueline, fille de Jacques du Châtel épouse Jean Filleul († 1346) qui sera 2 fois maire de Rouen.
- Marie, veuve de Guillaume du Châtel, entreprend en 1354 de rétablir la collégiale du Saint-Sépulcre de Rouen.

## Armes de la famille
Suivant le chartrier de la ville de Rouen, la famille porte sur le premier blason: d'orange à la filière d'azur semé de trois gargouilles de gueules crachant des tours d'or et sur le deuxième : d'or à la filière d'azur semé de tours de gueules.
Robert († 1336) et son frère Jacques († 1355), tous deux maires de Rouen portaient: de gueules à trois châteaux d'or.

## Pour approfondir